# 橋本拓也
橋本 拓也（はしもと たくや、1967年7月25日 - ）は、日本男性　ダンサー・ミュージシャン・俳優・演出家・振付家
。東京都出身。THE CONVOY（ザ・コンボイ）の元メンバー。

## 出演

### 映画
- 菊次郎の夏（1999年）